# Jurišne enote
Jurišne enote (tudi napadalne enote, udarne enote) je po navadi naziv za lahko-pehotne enote, ki so posebej izurjene in opremljene za napad na utrjene sovražnikove položaje. Za prvotne jurišne enote veljajo grenadirji, ki so bili izurjeni za metanje ročnih bomb (granat), s čimer so se sovražniku bolj približali kot redna pehota.
Prva svetovna vojna velja za vrhunec jurišnih enot, saj so bile take enote potrebne za prebitje sovražnikove frontne črte, ki pa je bila večinoma statična. Med primeri jurišnih enot prve svetovne vojne spadajo:
- Sturmpioniere, Stoßtruppen (Nemško cesarstvo, Avstro-Ogrska) in
- Esploratori, Arditi (Kraljevina Italija).

Zaradi svojega specialističnega urjenja ter opreme in oborožitve veljajo jurišne enote za predhodnice današnjih specialnih sil.